# Hrvatska glazba
Hrvatska glazba je ukupna glazbena djelatnost Hrvata od srednjeg vijeka do danas. Glazba kao dio kulture u hrvatskoj povijesti pa i sadašnjosti jedna je od njezinih važnih identitetskih i umjetničkih sastavnica.

## Hrvatska narodna glazbala
Autohtona narodna glazbala u Hrvatskoj dokazuju bogatstvo tradicijskoga instrumentarija kao i kulturnu mnogostrukost Hrvata i hrvatskoga prostora. Pojedina tradicijska (folklorna) glazbala pokazuju kulturne posebnosti (reglasta klepetalka, zvrk „buga čiga”, diplice presvučene kožama barskih pijavica) i poznata su samo kod Hrvata. Neka glazbala sa svojom sačuvanom posebnom običajnom i ritualnom namjenom ukazuju na predkršćanske (pišta, slavić, ćurlin u obredu pozdrava suncu) i pretpovijesne korijene (zujalice, tj. „grmavice” u obredu plodnosti, tj. magiji izazivanja kiše). Druga glazbala, sa svojim imenom i građom ukazuju na mezopotamsko i indoiransko podrijetlo (tambure dvožice, tj. grobničke „cindre”, „cindrice” iz Lanišća tj. Ćićarije i Kastavštine, identične su s tamburama na reljefnim prikazima iz Gornje Mezopotamije, tj. povijesnoga područja huritske države, a njihovo babilonsko zapisano ime, „sinnitu”, znači dvožica). Slično, na daleke korijene, tj. kulturne veze s otokom Kretom, upućuju dvostruka zvona. Praporci, male metalne šuplje loptice s kuglicom u unutrašnjosti, još donedavno su visile u Slavoniji nad dječjim koljevkama, jer se vjerovalo da štite od zlih sila, ali su također, što je manje poznato, vrlo česti arheološki nalaz u starohrvatskim nekropolama. Dvocijevne klarinetske sviraljke, „mišnjice”, „diple”, kako se nazivaju, sa svojim različitim brojem rupica, svjedoče o razvitku dvoglasja i povećanju tonskog niza istih glazbala, ali i kulturnim vezama i mogućem podrijetlu s područja kao što su Kreta, Mala Azija, Armenija, Iran, Indija ...

## Srednjovjekovni početci
O povijesti hrvatske glazbe od 11. do 15. stoljeća svjedoče zapisi u kronikama, darovnicama i rukopisnim knjigama. Pisani spomenici (sekvencijari, evanđelistari, sakramenti, misali, lekcionari, antifonariji) svjedoče o glazbi kao sastavnici crkvenih obreda.
Prva osoba koju bilježi povijest hrvatske glazbe bio je zagrebački biskup Augustin Kažotić (1260. – 1323.), koji je organizirao crkveno pjevanje, oblikovao višestoljetni zagrebački obred (ukinut 1788.) i najvjerojatnije stvorio bar tri crkvena napjeva.
U dijelu Hrvatske (Istra, Hrvatsko primorje s otocima, Lika, sjeverna i srednja Dalmacija) postojala je posebna redakcija glazbe za obrede na staroslavenskom jeziku, glagoljaško pjevanje. Premda notni dokumenti nisu nikada pronađeni, smatra se da je postojalo još u 9. st., a na temelju još uvijek žive tradicije suvremena su istraživanja pokazala da su napjevi oblikovani od elemenata gregorijanskoga korala, bizantskih liturgijskih napjeva i elemenata pučkoga pjevanja. Vrste napjeva istovjetne su onima na latinskom jeziku (misni dijelovi, himne, sekvence), izvođeni su bez uporabe glazbala, pretežno su silabični, jednostavne ritmike i u pravilu jednoglasni, premda ima i onih u višeglasju heterofona tipa.
O glazbi svjetovnog sadržaja dokumenti spominju svirače na raznim glazbalima, pretežno strance u službi gradova, koji su sudjelovali u javnim svečanostima.
Dokumenti svjedoče da je u 14. stoljeću nastala hrvatska najstarija poznata božićna pučka popijevka, Bog se rodi v vitliomi (poznata samo u stihovima sve do 1644. kada je s notama objavljena u „Pavlinskoj pjesmarici“), te da je sredinom 15. stoljeća Splićanin Mihael Bogotić kao glazbenik djelovao u Veneciji.

## Renesansno i barokno bujanje
Novo razdoblje u hrvatskoj glazbi počinje u 16. stoljeću kada je, u duhu renesanse, proširila svoja stvaralačka obzorja i zakoračila u razdoblje ranoga baroka.
Zbirka Sacrae cantiones (1620.) Ivana Lukačića Šibenčanina vrijedno je svjedočanstvo duhovne glazbe, kakva se izvodila u Splitu, i uopće jedan od najznačajnijih spomenika cjelokupne starije hrvatske glazbe.
Rani uspjeli prilog pretklasičnoj simfoniji i komornoj glazbi dao je u Rimu obrazovan dubrovački plemić Luka (Lukša) Sorkočević, kao i njegov sin Antun Sorkočević, povjesničar i diplomat.

## Crescendo 19. stoljeća
Sredinom prve polovice 19. stoljeća počinje novo razdoblje hrvatske glazbe koja se demokratizacijom očitovala nastojanjem građanskoga društvenog sloja na stvaranje pretpostavke za dostupnost umjetničke glazbe širem krugu građana.
Kao odjek pojave autohtonih glazbenih kultura nacionalnih smjerova u Europi, u Hrvatskoj se tridesetih godina 19. stoljeća javio ilirski pokret, koji, kao književnosti i glazbi namjenjuje osobitu društveno-političku ulogu: formiranje i obranu nacionalne svijesti. U to doba nastaje prva hrvatska nacionalna opera (Ljubav i zloba) kao i hrvatska himna. Male forme, solo-pjesme i klavirske minijature pojavljuju se razmjerno rano - Ferdo Livadić svoj Notturno u fis-molu za glasovir piše 1822. godine.

## Institucionalizacija hrvatske glazbe
Složenost stilsko-estetičkih sjecišta glazbene Moderne s najviše se snage ostvaruje u orkestralnome opusu Blagoja Berse. Taj se odmak zbiva i u novoj osjetljivosti za izvorni glazbeni izričaj naroda, za folklor uz čiju su pomoć moguće stravinskijevske sinteze s tradicijom - ostvarene u orkestralnom, a osobito glazbeno-scenskom opusu Krešimira Baranovića.
Početci nove hrvatske glazbe (NHG) obično se vezuju uz 1961. godinu kada se prvi put održava Muzički biennale Zagreb (MBZ), međunarodni festival suvremene glazbe koji traje i danas.